# 張汝賢 (萬曆進士)
張汝賢（1547年—？），字用甫，號希山，武功右衛軍籍，浙江嘉興府崇德縣人，明朝政治人物。

## 生平
隆慶四年（1570年）庚午科順天鄉試第一百三名舉人，萬曆二年（1574年）中式甲戌科會試第二百三十三名，三甲第九十七名進士。授河南舞阳县知县，歷官郴州知州、刑部員外郎、辰州府知府。

## 家族
曾祖張善，贈通議大夫太常寺卿；祖父張溥，贈通議大夫太常寺卿；父張文奎，恩例冠帶。前母趙氏；母王氏。慈侍下。